# Кулбарак Табылдыулы
Кулбарак Табылдыулы (1777/1790 Бозащы, Мангистау — прим. 1832) — казахский батыр Младшего жуза.
Происходит из подрода Қаратоқай рода Бериш племени Алшын. Участвовал в войне с Хивинскими войсками. Воспет в жырах Матай акына. Погиб на поле битвы.
Мавзолей находится в 36 км к северу от села Шетпе.